# Bergen Engines
Bergen Engines AS är en mekanisk verkstad i Bergen i Norge, som tillverkar dieselmotorer. Den ingår sedan 2011 i det tyska företaget Rolls-Royce Power Systems AG, tidigare Tognum AG.
Bergen Engines tillverkar mellanvarviga dieselmotorer för fartygsdrift och kraftgenerering. 2021 förvärvades Bergen Engines av Langley Holdings. 

## Historik
Företaget grundades som Bergen Mekaniske Verksted 1855 som ett skeppsvarv och en verkstad för tillverkning av fartygsångmaskiner. Dieselmotorer började tillverkas 1946. Den första egenkonstruerade dieselmotorn var en tvåcylindrig motor med en effekt på 100 hästkrafter till fiskebåten ”Draupne”. 
Tillverkningen organiserades 1984 i det självständiga företaget BMV Maskin AS. Ulstein Group köpte företaget 1985 och ändrade namnet till Bergen Diesel AS. Ulstein Group köptes av brittiska Vickers plc 1999 och Vickers övertogs i sin tur samma år av Rolls-Royce plc. Bergen Diesel omdöptes till Rolls-Royce Marine Engines Bergen.